# 페르난다 히베이루
마리아 페르난다 모헤이라 히베이루(포르투갈어: Maria Fernanda Morreira Ribeiro, 1969년 6월 23일 ~ )는 포르투갈의 육상 선수이다. 1996년 애틀랜타 올림픽에서 올림픽 신기록 31분 01.63초를 세워 10000m를 우승한 그녀의 영광은 포르투갈의 3번째 올림픽 금메달이다.

## 경력
피나피엘에서 태어난 히베이루는 1982년부터 1992년까지 자신이 대표한 FC 포르투에 가입하기 전에 콜로살 구역 단체와 달리기를 시작하였다. 마이마 마라톤 클럽에서 활약한 지 2년 후에 FC 포르투로 돌아왔다. 자신의 스포츠 경력과 함께 그녀는 시청에서 시장에게 스포츠 조언자로 일해왔다.
그녀는 대다수의 올림픽 메달을 위한 국내 기록을 보유하고 있다. 1988년부터 2004년까지 5개의 하계 올림픽과 더 많은 유럽 선수권과 세계 육상 선수권 대회에 참가하여 포르투갈에서 가장 많은 메달을 위한 기록을 가지고 있다.
히베이루는 자신의 후년에 지속적으로 달리고, 자신이 40세 때에 2010년 리스본 하프 마라톤에서 3위를 하였다.

## 1996년 하계 올림픽
1996년 8월 2일 히베이루는 올림픽 여자 10000m의 결승전에서 달렸다. 마지막 바퀴의 시작에서 히베이루는 세계 기록 보유자이자 5000m 금메달리스트 왕쥔샤의 뒤에 가까이 왔다. 마지막 200m에서 히베이루는 자신의 상대를 좌편에서 통과하여 왕쥔샤를 2위로 놓았다.